# Vernonia apoensis
Vernonia apoensis là một loài thực vật có hoa trong họ Cúc. Loài này được Elmer miêu tả khoa học đầu tiên năm 1910.